# Badiucao
Badiucao (巴丢草) est un artiste chinois, caricaturiste politique et militant des droits, qui vit en Australie. Il est considéré comme l'un des caricaturistes politiques les plus prolifiques et les plus connus en Chine. Il a utilisé son pseudonyme pour protéger son identité, mais depuis 2018 les autorités chinoises connaissent son identité. 

## Présentation
Badiucao est un des rares caricaturistes chinois à l’instar de Jiang Yefei. Il est originaire de Shanghai et a immigré en Australie en 2009.
Il a publié son premier dessin lors de l’accident ferroviaire de Wenzhou en 2011 . Badiucao a bâti sa réputation sur Twitter, dessinant des caricatures politiques qui défient la censure et la « dictature en Chine. » Le travail de l'artiste sino-australien a été présenté par le New York Times et le Guardian. Ses dessins anonymes lui valent d'être comparé à Banksy.
En 2018, une exposition de Badiucao à Hong Kong a été annulée par ses organisateurs indiquant qu'ils avaient reçu des menaces des autorités chinoises. Le travail de Badiucao se concentre sur les violations des droits et des satires du président Xi Jinping. Son spectacle faisait partie des manifestations pour la liberté d'expression à Hong Kong depuis 2014. Selon les militants pour la démocratie cette annulation témoigne d'une atteinte des libertés à Hong Kong par Pékin. Badiucao n'avait pas l'intention de se rendre à Hong Kong, mais était censé participer à une table ronde par vidéo conférence avec le militant pour la démocratie de Hong Kong Joshua Wong, les artistes de Hong Kong Sampson Wong et Oscar Ho, et les protestataires punk-rock russes Olga Kuracheva et Veronika Nikulshina, les deux membres du groupe Pussy Riot.

## Travail
Badiucao rend hommage au militant tibétain Tashi Wangchuk en dépeignant un lion des neiges, l'emblème traditionnel du Tibet, avec un bandeau sur le museau. Certains de ses dessins animés caricaturent le président chinois Xi Jinping comme le personnage de livre pour enfants Winnie l'ourson, après que des internautes chinois ont signalé une ressemblance.
Selon Badiucao, Tank Man, l'Homme de Tian'anmen qui stoppa une colonne de chars lors des manifestations de la place Tian'anmen en 1989, représente quelque chose de perdu dans l'actuelle génération chinoise : « l'idéalisme, la passion, le sens des responsabilités, et la confiance qu'un individu peut modifier le cours des évenements ».  « Tank Man est toujours d'actualité aujourd'hui et les gens devraient le voir. La société n'a pas beaucoup changé depuis le massacre et l'oppression n'a jamais cessé ». Badiucao a donné des instructions pour que les manifestants prennent une photo d'eux-mêmes portant le costume classique de Tank Man: chemise blanche, pantalon noir, et chaussures noires, tout en tenant deux sacs blancs. L'artiste a fait des dessins pour les sacs, y compris des images de Peppa le cochon et Winnie l'ourson, les personnages censurés en Chine.

## Récompenses
En 2019, il reçoit le prix Russell du courage décerné par l’ONG Cartoonists Rights Network International .
En 2020, le Prix des droits de l'homme Václav-Havel lui est décerné.